# Borysław (hromada)
Borysław – hromada miejska w rejonie drohobyckim obwodu lwowskiego Ukrainy. Siedzibą hromady jest Borysław.
Hromadę utworzono w ramach reformy decentralizacji w 2020 roku.

## Miejscowości hromady
W skład hromady wchodzi 1 miasto i 6 wsi.

- Borysław – miasto, siedziba hromady
- Jasienica Solna
- Mokrzany
- Podmanasterek
- Popiele
- Uroż
- Winniki